# محمد يعقوب (لاعب كرة قدم)
محمد يعقوب المازمي (مواليد 8 يونيو 1989، لاعب كرة قدم إماراتي يجيد اللعب كظهير أيمن.
لعب مع نادي عجمان و إنتقل إلى نادي الوصل عام 2012 و عاد إلى نادي عجمان في عام 2014 و وقع مع نادي دبا في عام 2020 و وقع مع نادي الحمرية في عام 2023.

## روابط خارجية
محمد يعقوب المازمي على موقع Soccerway.com (الإنجليزية)